# Ци Цзигуан
Ци Цзигуа́н (второе имя — Юань-цзин; кит. трад. 戚繼光, упр. 戚继光, пиньинь Qī Jìguāng, 12 ноября 1528 — 5 января 1588) — китайский военный и национальный герой империи Мин. Прославился своей храбростью и лидерскими качествами во время борьбы против японских пиратов вокоу вдоль восточного побережья Китая. Также внёс свой вклад в строительство Великой китайской стены.

## Биография
Цзигуан родился в уезде Пэнлай Дэнчжоуской управы в военной семье. Отец с детства приучал Ци любовь к знаниям. После смерти отца юный Ци Цзигуан в возрасте 17 лет пошёл по стопам отца. С 1548 по 1552 года Цзигуан командовал войсками при защите поселений юго-западнее Пекина от монгольских разбойников. Благодаря эффективному руководству войск Ци Цзигуаном в 1553 году в битвах с японскими пиратами пираты были вынуждены отступить на юг. В 1555 году был назначен генералом. В 1561 году одержал решающую победу над японскими пиратами в Тайчжоу. Принимал участие в битве против японских захватчиков в Гуандуне и в Фуцзяни в 1563 году вместе с Юй Даю. Для более эффективных тренировок солдат Цзигуан отобрал 16 самых известных стилей кулачного искусства, из них выбрал 32 наиболее эффективные боевые позиции. Цзигуан написал несколько книг по китайской военной стратегии и обучению, написанных в новаторском литературном стиле для того времени. Некоторые из них
- «Сущность и дисциплина в военной подготовке»
- «Трактат о кулачном искусстве в 33 позициях»
- «Новая книга достижения эффективности».

## В кино
- «Бог войны» (Dang kou feng yun) — режиссёр Гордон Чан (Китай-Гонконг, 2017).